# UFC Fight Night: Magny vs. Gastelum
UFC Fight Night: Magny vs. Gastelum (también conocido como UFC Fight Night 78) fue un evento de artes marciales mixtas celebrado por Ultimate Fighting Championship el 21 de noviembre de 2015 en el Arena Monterrey, en Monterrey, México.

## Historia
El evento estelar tenía previsto enfrentar a Matt Brown y Kelvin Gastelum. Sin embargo, el 2 de noviembre, se anunció que Brown había sufrido una lesión y sería reemplazado por Neil Magny.
El evento también contó con las finales de peso ligero y peso wélter de The Ultimate Fighter: Latin America 2.

## Resultados
1. ↑  Final de Peso Wélter de TUF Latin America 2.
2. ↑  Final de Peso Ligero de TUF Latin America 2.

## Premios extra
Cada peleador recibió un bono de $50,000.
- Pelea de la Noche: Neil Magny vs. Kelvin Gastelum
- Actuación de la Noche: Andre Fili y Marco Reyes